# Michail Trachman

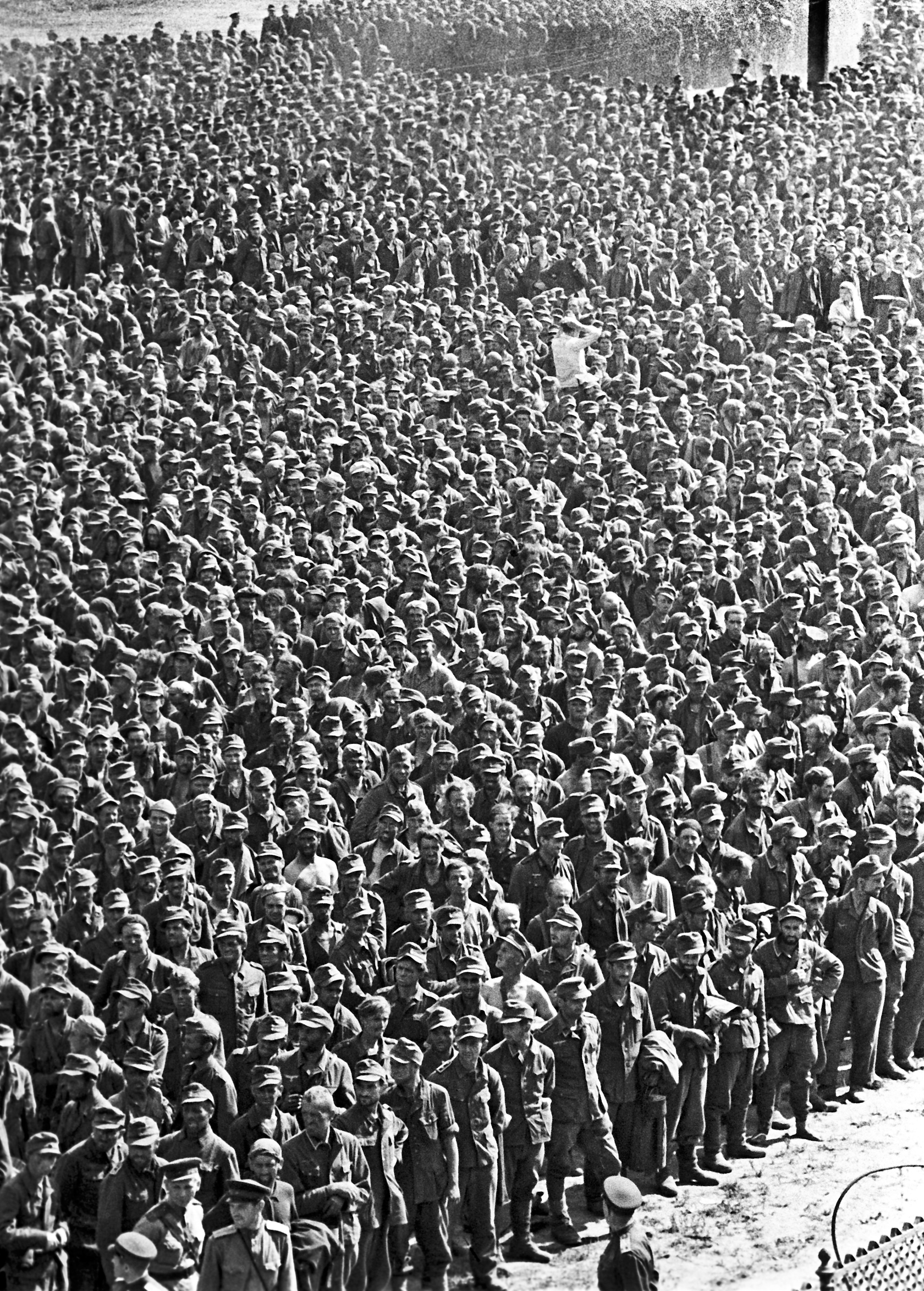
Němečtí zajatci v Moskvě, 15. června 1944

Michail Anatoljevič Trachman (rusky Михаил Анатольевич Трахман) (10. října 1918 – 27. listopadu 1976, Moskva) byl sovětský novinářský fotograf.

## Život a dílo
Fotografováním se začal zabývat již ve škole. V roce 1938 se stal fotografem magazínu Učitelskaja gazeta. O rok později se přihlásil do Rudé armády, aby se zúčastnil sovětsko-finské války. První snímky mu byly zveřejněny v moskevských denících v pozdních třicátých letech. Pořídil řadu snímků pro zpravodajskou agenturu RIA Novosti. Působil také v redakci sovětského magazínu SSSR na strojke, který vycházel ve čtyřech jazykových mutacích v letech 1930 - 1941. Ve své době měl tento časopis nezanedbatelné místo v historii fotožurnalistiky za svůj významný přínos v publikování obrazových zpráv.
Během Velké vlastenecké války Trachman fotografoval pro Sovinformbyro, pracoval také v novinách Krasnaja zvezda. Nejslavnější jeho válečné snímky jsou partyzánské série. Po válce pracuje v časopise Ogoňok a jako fotokorespondent VDNK.

## Galerie

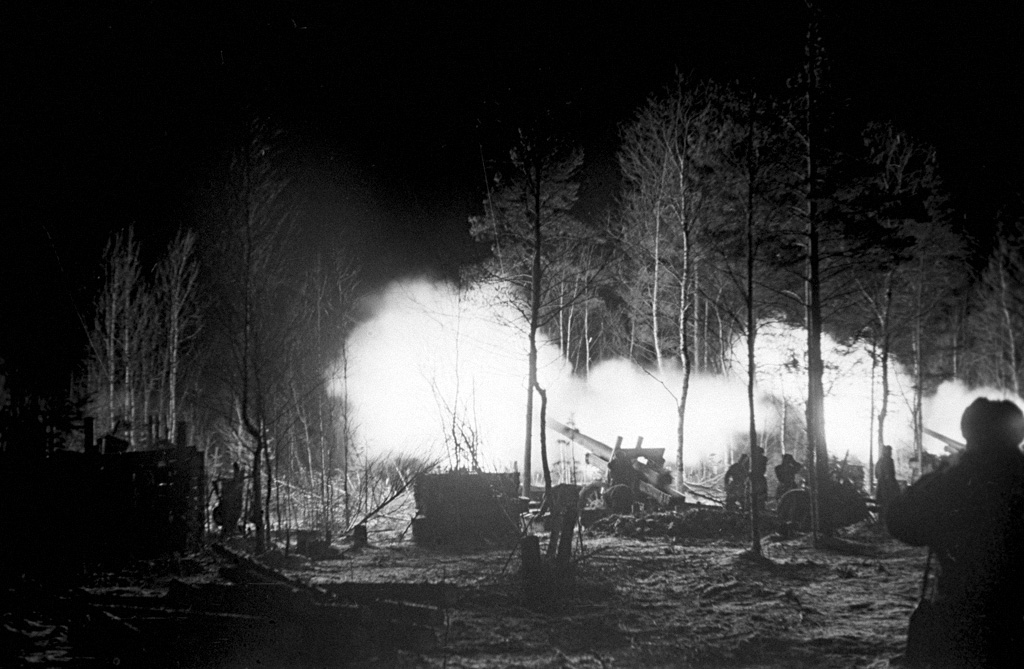
Útok na Leningrad, útok vede dělostřelecký oddíl, Leningradská oblast, 1. září 1944, archiv RIAN